# 下間頼良 (江戸時代)
下間 頼良（しもつま よりよし）は、江戸時代の僧。初め西本願寺の家臣だが後に東本願寺へ移った。下間頼亮の子。通称は治部卿、法名は道清。
慶長9年（1604年）11月26日に西本願寺の侍衆16人と連名で西本願寺法主准如へ誓詞を提出、准如の身辺情報が東本願寺に漏れたことを警戒し、他言禁止と侍衆の相互監視を誓った。しかし2年後の慶長11年（1606年）5月23日に侍衆が准如へ提出した誓詞に名前が載っておらず、代わりに東本願寺家臣団名簿に載っているため、この間に東本願寺へ移ったのではないかとされている。ただし東本願寺家臣団の別の記録である『東本山家臣座次興廃次第』では慶長7年（1602年）に12歳で御移徙（本願寺分裂で東本願寺法主教如が移住した出来事を指す）御供とあるため、東本願寺への移動は慶長7年とも推定される。
かたや西本願寺では慶長11年4月に年寄6人が勝手に出仕を止める事件が起こり、このうち3人の年寄である頼良の2人の叔父下間宗清・仲玄兄弟と同族の下間頼芸（頼賢）が10月に准如へ誓詞を提出して謝罪する、准如の甥の興正寺准尊が独立を図るなど、西本願寺は東本願寺の工作と家臣や一門の不穏な態度に動揺していた。
粟津元故亡き後の奏者を巡り元故の息子粟津元恒と対立、寛永13年（1636年）に奏者に任じられた。翌寛永14年（1637年）に法印にもなった。正保4年12月18日（1648年1月12日）に死去、子の頼祐が奏者に就任した。